# العلاقات البيروية النيكاراغوية
العلاقات البيروفية النيكاراغوية هي العلاقات الثنائية التي تجمع بين بيرو ونيكاراغوا.

## مقارنة بين البلدين
هذه مقارنة عامة ومرجعية للدولتين:
| وجه المقارنة                                              | بيرو                                   | نيكاراغوا        |
| --------------------------------------------------------- | -------------------------------------- | ---------------- |
| المساحة (كم2)                                             | 1.29 مليون                             | 130.38 ألف       |
| عدد السكان (نسمة)                                         | 32.16 مليون                            | 6.22 مليون       |
| الكثافة السكانية (ن./كم²)                                 | 24.93                                  | 47.71            |
| العاصمة                                                   | ليما                                   | ماناغوا          |
| اللغة الرسمية                                             | اللغة الإسبانية، اللغة الأيمرية، كتشوا | اللغة الإسبانية  |
| العملة                                                    | سول بيروفي جديد                        | كوردبا نيكاراغوا |
| الناتج المحلي الإجمالي (بليون دولار)                      | 211.39 مليار                           | 13.81 مليار      |
| الناتج المحلي الإجمالي (تعادل القوة الشرائية) بليون دولار | 393.13 مليار                           | 31.63 مليار      |
| الناتج المحلي الإجمالي الاسمي للفرد دولار أمريكي          | 6.03 ألف                               | 2.09 ألف         |
| الناتج المحلي الإجمالي للفرد دولار أمريكي                 | 11.99 ألف                              | 4.92 ألف         |
| مؤشر التنمية البشرية                                      | 0.740                                  | 0.631            |
| رمز المكالمات الدولي                                      | +51                                    | +505             |
| رمز الإنترنت                                              | .pe                                    | .ni              |
| المنطقة الزمنية                                           | توقيت بيرو، 00                         | 00               |

## مدن متوأمة
في ما يلي قائمة باتفاقيات التوأمة بين مدن بيروفية ونيكاراغوية:
- ترتبط تروخيو مع ماناغوا باتفاقية توأمة.

## منظمات دولية مشتركة
يشترك البلدان في عضوية مجموعة من المنظمات الدولية، منها:
| علم المنظمة | اسم المنظمة                                                          | تاريخ انضمام بيرو | تاريخ انضمام نيكاراغوا |
| ----------- | -------------------------------------------------------------------- | ----------------- | ---------------------- |
|             | مؤسسة التنمية الدولية                                                | 30 أغسطس 1961     | 30 ديسمبر 1960         |
|             | يونسكو                                                               | 21 نوفمبر 1946    | 22 فبراير 1952         |
|             | وكالة ضمان الاستثمار متعدد الأطراف                                   | 2 ديسمبر 1991     | 12 يونيو 1992          |
|             | الأمم المتحدة                                                        | 31 أكتوبر 1945    | 24 أكتوبر 1945         |
|             | وكالة حظر الأسلحة النووية في أمريكا اللاتينية ومنطقة البحر الكاريبي ‏ | ?                 | ?                      |
|             | الاتحاد البريدي العالمي                                              | ?                 | ?                      |
|             | البنك الدولي للإنشاء والتعمير                                        | 31 ديسمبر 1945    | 14 مارس 1946           |
|             | الاتحاد الدولي للاتصالات                                             | 12 يوليو 1915     | 12 مايو 1926           |
|             | منظمة حظر الأسلحة الكيميائية                                         | ?                 | ?                      |
|             | مؤسسة التمويل الدولية                                                | 20 يوليو 1956     | 20 يوليو 1956          |
|             | المركز الدولي لتسوية المنازعات الاستشارية                            | 8 سبتمبر 1993     | 19 أبريل 1995          |
|             | منظمة التجارة العالمية                                               | ?                 | ?                      |
|             | منظمة الشرطة الجنائية الدولية                                        | ?                 | ?                      |

## وصلات خارجية
- موقع وزارة الخارجية البيروفية
- موقع وزارة الخارجية النيكاراغوية